# Friedrich Rudolf Dalitz
Friedrich Rudolf Dalitz, född 28 december 1721 i Danzig i polska Preussen, död 1804 i Danzig i Västpreussen, var en tysk orgelbyggare i Danzig.

## Biografi
Dalitz var son till guldsmeden i Danzig och Maria Elisabeth Lange. Friedrich Rudolf Dalitz lärde sig bygga orglar av Andreas Hildebrandt. Han åkte sedan till Königsberg för att studera vidare. Runt 1749 återvände han till Danzig och arbetade i sin läromästares verkstad. Där byggde han sin första orgel som ett teststycke 1750. Runt 1755 tog han över Hildebrandts verkstad. Friedrich Rudolf Dalitz byggde också cembalon, omkring 1765 var han den första som byggde en Clavecin royale, en cembalo med ett flöjtregister, vilket Joachim Wagner också byggde 1774. Från 1790 till 1793 slutförde Dalitz orgeln i klosterkyrkan, Oliva, som var den största av sin tid.
Dalitz bodde i Danzig och senare vid Dämmen. Han bodde från omkring 1800 hos Hildebrandts ättlingar i Breitgasse. Han var gift två gånger och hade flera barn. Datumet för hans död är inte känt. Han begravdes 1 mars 1804 på kyrkogården i Sankt John, Danzig. Dalitz efterträddes av orgelbyggaren Christian Ephraim Ahrendt.

## Orglar (urval)
Omkring 15 nybyggda orglar av Friedrich Rudolf Dalitz är idag kända, vissa är ombyggda och reparerade. Fasaden och stora delar av orgeln i Oliva, liksom fasaden i Gdansk, Heliga lekamens kyrka och Stegna (Steegen) har bevarats.
Nybyggda orglar
| År        | Plats            | Byggnad            | Bild | Manualer | Register | Anmärkningar |
| --------- | ---------------- | ------------------ | ---- | -------- | -------- | --- |
| 1750      | Guttland         | Kyrka              |      |          | 19       | Dalitz första egna orgel. |
| 1755–1756 | Thorn (Toruń)    | Helge ands         |      | II/P     | 34       | Rekonstruerad 1873–1874 av Sauer. Orgeln brann ner 1989. Fasaden rekonstruerades 2004, med en ny orgel som köptes i Tyskland.      |
| 1762–1763 | Elblag           | Sankt Anna         |      |          |          | Ombyggd 1866. |
| 1865      | Mewe             | Evangeliska kyrkan |      |          |          | Ombyggd flera gånger. |
| 1765–1767 | Gdansk           | Heliga lekamen     |      | III/P    | 34       | Fasaden är bevarad. Orgeln byggdes om av Heinrichsdorff 1912. Magasinerades 1945 och plundrades på orgelpipor. Fasaden är påbyggd. |
| 1777–1778 | Danzig           | Sant Mary          |      |          |          | Kororgel |
| 1790–1793 | Oliva (Oliwa)    | Klosterkyrka       |      | III/P    | 81       | Fasaden och delar av orgeln är bevarade. Komplettering enligt Wulff, tidens största orgel. Ombyggd flera gånger.                   |
| 1798      | Steegen (Stegna) | Kyrka              |      | I/P      | 24       | Fasaden är bevarad. Ombyggd av Schlag 1914                                                                                         |

Övriga arbeten
- 1758–1760: Sankta Marien i Danzig, stort orgel, restaurering och omdisponering.